# PPS-System
Ein PPS-System (kurz für Produktionsplanungs- und Steuerungssystem) ist ein Computerprogramm oder ein System aus Computerprogrammen, das den Anwender bei der Produktionsplanung und -steuerung unterstützt und die damit verbundene Datenverwaltung übernimmt.
Ziel der PPS-Systeme ist die Realisierung kurzer Durchlaufzeiten, die Termineinhaltung, optimale Bestandshöhen und die wirtschaftliche Nutzung der Betriebsmittel. ERP-Systeme umfassen zusätzlich die Planung personeller und finanzieller Ressourcen und können PPS-Systeme dabei integrieren.

## Geschichte
Im deutschen Sprachraum war August-Wilhelm Scheer einer der ersten Professoren, die sich systematisch mit dem Einsatz von EDV-Systemen zur Lösung produktionsbezogener Problemstellungen befasste und u. a. das Y-CIM-Modell entwickelte. Dieses Modell bildet den theoretischen Hintergrund für die Integration kaufmännischer und technischer Funktionen und Abläufe mit Hilfe von IT-Systemen (s. die Literaturangaben zu A.-W. Scheer). Bis in die 1970er Jahre waren zur Produktionsplanung und -steuerung vor allem papierbasierte Systeme gängig (ORMIG-Verfahren). Einer der ersten Anbieter von PPS-Systemen war die Firma IBM mit dem System COPICS, die sich jedoch später aus diesem Geschäft zurückzog.

## Aktueller Markt
PPS-Systeme werden inzwischen von vielen Software-Herstellern als Standard-Lösungen angeboten, die von dem Unternehmen konfiguriert, also an ihre Situation angepasst werden können. Die Entwicklung erfolgt zumeist in Form von Modulen. Bei vielen, vor allem großen Unternehmen sind jedoch auch speziell für das Unternehmen entwickelte Individual-Lösungen im Einsatz. Aufgrund der Globalisierung findet man in den weltweit agierenden Konzernen häufig einen Mix aus PPS-Standardlösungen und -Individuallösungen vor. Dadurch wird insbesondere das Schnittstellen-Management zwischen den verschiedenen PPS-Systemen und -Funktionen oft umfangreich und kompliziert.
Bei vielen Herstellern sind die PPS-Systeme integrierter Bestandteil der umfassenderen ERP-Systeme. Diese bieten zusätzlich u. a. auch Funktionen für die Planung personeller und finanzieller Ressourcen. Hinzu kommen Funktionen, die in die Beschaffungsprozesse und -strukturen sowie in die Vertriebsprozesse und -strukturen hineinreichen.
Aufgrund der zunehmenden Differenzierung in den verschiedenen Industriezweigen sind einige Anbieter von PPS-Systemen, darunter SAP, dazu übergegangen, spezielle Branchenlösungen anzubieten, in denen Branchen-spezifische Module voreingestellt sind. In einigen Industriezweigen, wie beispielsweise in der Automobilindustrie mit einer hohen Produktkomplexität, einem weltweiten Fertigungverbund und einer BTO-Strategie, kann es jedoch spezifische PPS-Verfahren geben (Produktionsprogrammerstellung, Options-/Eigenschaftsprognose, Fortschrittszahlen-Systematik), die durch ein Standardsystem nicht abzubilden sind.
PPS-Systeme sind nicht für die direkte Steuerung der Produktion und Produktionsanlagen vorgesehen. Für die operative Steuerung der Fertigung selber gibt es meistens einen Fertigungsleitstand mit einem Manufacturing Executive System (MES), das die Fertigungseinheiten und -anlagen vor Ort steuert. Der Fertigungsleitstand bzw. das MES erhält vom PPS-System – über eine Schnittstelle – die Fertigungsaufträge (Soll-Daten). Die erzielten Produktionsergebnisse (Ist-Daten) werden erfasst per BDE und an das PPS-System zurückgemeldet, das diese im nächsten Planungslauf berücksichtigt. Dadurch kann ein entsprechender Regelkreis zur Produktionssteuerung aufgebaut werden.

## Kommerzielle Anbieter
Auf dem Markt befinden sich – je nach Standpunkt und Zählweise – zwischen 100 und 200 Anbieter. Dabei haben sich die meisten Anbieter auf eine bestimmte Zielgruppe spezialisiert.

### Fokus auf Großkonzerne
- SAP
- Infor ERP LN (früher Baan)
- Oracle; ehemals PeopleSoft
- PSI
- Microsoft Dynamics AX (früher Axapta)

### Fokus auf kleine und mittlere Unternehmen
- SAP
- Abas Business Software
- AvERP
- inforCOM (früher VPPS)
- Microsoft Dynamics NAV (früher Navision)
- Sage Group
- eEvolution (früher Apertum)

### Fokus auf branchenspezifische Anforderungen
Anforderungen an PPS-Systeme unterscheiden sich von Branche zu Branche zum Teil erheblich, etwa in Einkaufsstrategie (Lieferzeiten, Engpassbetrachtung, Fehlteile), Lagerhaltung (Kapitalbindung, Abkündigungsverfolgung) und nach Fertigungstyp. Auch diese Systeme können individuell angepasst werden, der Aufwand ist aber meist geringer als bei Standardsystemen. Manche Anbieter statten Standardsysteme mit branchenspezifischen Modulen aus, so dass ein PPS-System für mehrere Branchen mit jeweils spezifischen Modulen verwendbar ist.